# Francisco Raúl Carnese
Francisco Raúl Carnese (Avellaneda, 15 de enero de 1941 - Ciudad Autónoma de Buenos Aires, 14 de junio de 2019) fue un antropólogo argentino dedicado a la investigación y la docencia de la antropología biológica. Su carrera docente se desarrolló en la Facultad de Ciencias Naturales y Museo de la Universidad Nacional de La Plata y en las Facultades de Ciencias Exactas y Filosofía y Letras de la Universidad de Buenos Aires.

## Biografía
En la década 1960 estudió en la Facultad de Ciencias Naturales y Museo (FCNyM), de la Universidad Nacional de La Plata (UNLP). En un primer momento se inscribió en la carrera de Geología, pero luego de cursar la materia Fundamentos de Antropología decidió cambiarse a la carrera de Antropología.
Entre 1973 y 1974, Raúl Carnese fue Decano de la Facultad de Ciencias Naturales y Museo. Posteriormente, entre 1998 y 2002 ocupó dicho cargo en la Facultad de Filosofía y Letras, UBA, donde se desempeñó como Profesor Consulto.
Junto a Héctor Mario Pucciarelli Carnese creó la Asociación de Antropología Biológica Argentina y la Revista Argentina de Antropología Biológica.
Dentro del campo de la antropología biológica, Raúl Carnese se destacó por ser una de las primeras personas en analizar la genética de poblaciones argentinas, tanto pasadas como recientes, y de pueblos originarios como cosmopolitas. Su actividad estuvo orientada a cuestionar las clasificaciones raciales y el mito de la Argentina blanca.